# Cuisses
Cuisses kunnen gezien worden als een wambuis voor de bovenbenen. De cuisses beschermen de dijen en werden tijdens de Middeleeuwen gedragen door ridders als bescherming tijdens gevechten. Het is een soort zacht harnas voor de dijen. Een wambuis kwam normaal gezien slechts tot net onder het kruis. Dit komt omdat ridders zo makkelijker hun paard konden berijden. De cuisses geven de benen een extra bescherming, vooral belangrijk tijdens het paardrijden. Ze reiken tot vlak onder de knie. Ze hinderen de ridder niet tijdens het bewegen, want elk been heeft een eigen cuisse. Het kruis van de ridder blijft dus volledig vrij. 
Vooral ridders uit de 12de en 13de eeuw droegen cuisses. Meestal werden die cuisses gewatteerd, zodat ze comfortabeler zaten en meer bescherming boden, vooral tijdens het paardrijden. Ze werden gedragen onder een maliënkolder, ze ondersteunden die maliënkolder bovendien. Onder de cuisses werden lange beschermende kousen (cousen) en ijzeren bescherming voor de knieën (poleyn) gedragen. Net als die beschermende kousen (cousen) werden ze aan een onderbroeksband vastgemaakt.

## Materiaal
Cuisses werden vervaardigd uit dik linnen of canvas, net zoals het wambuis. Ze konden ook worden gemaakt uit gespalkt leer of brigandine (een mix van leer en metaal). Elke cuisses werd opgevuld met materialen als plukken wol, paardenhaar, katoen. De verticale lijnen die je kan zien op cuisses dienen om de vulling op zijn plaats te houden.

## Etymologie
Cuisses is afkomstig van het Frans. Het is het meervoud van het Franse woordje cuisse dat dij betekent. Cuisses beschermen de dijen tijdens gevechten.